# جوآن سیلک
جوآن سیلک (انگلیسی: Joan Silk؛ زادهٔ ۱۶ دسامبر ۱۹۵۳) دانشمند در زمینه نخستی‌شناسی اهل ایالات متحده آمریکا است.